# Валовий прибуток
Валовий прибуток, також валовий дохід (англ. Gross profit, англ. Gross income) — загальна сума прибутку отримана підприємством від підприємницької діяльності. Визначається як різниця між виручкою і собівартістю цієї продукції. Оскільки продукція, використана у внутрішньогосподарському обороті, оцінюється за собівартістю, то прибуток від неї не одержують. Тому величина прибутку, визначена на основі товарної продукції, збігається з величиною прибутку, визначеною на основі валової продукції, оціненої за фактичними цінами її реалізації. З суми валового прибутку підприємство сплачує податки, відсотки за кредити, ренту, штрафи тощо. З вирахуванням цих витрат у розпорядженні підприємства залишається чистий прибуток, який використовують для розширення виробництва (фонд нагромадження), утворення фондів матеріального стимулювання, страхових і резервних фондів та ін. 
З економічного погляду, прибуток — це джерело розвитку виробництва, створюється витратами додаткової праці, а тому він є надлишком вартості над витратами виробництва. З соціального погляду прибуток розглядається як джерело зростання багатства власника підприємства, тому його сприймають як плату за ризик і виконання функцій головного організатора виробництва. Прибуток, таким чином, розглядається як надлишок загального доходу підприємства над доходом, що покриває всі витрати виробництва. Відмінність між першим і другим  поняттям прибутку полягає в тому, що першому випадку його походження пояснюють на основі трудової теорії вартості, а в другому — ринкової кон'юнктури, закону попиту і пропозиції. Тому цей надлишок вартості розглядають як плату за працю власника засобів виробництва, його дохід, який він може використати на власний розсуд. Але якби прибуток був платою за працю, то доходи виробників і власників засобів виробництва були б більш-менш однакові. Насправді вони значно різняться, і цю різницю трактують як плату за підприємницькі здібності. Якщо в економічному аспекті прибуток є такою ж складовою частиною процесу відтворення, як і витрати виробництва, то в соціальному — він є генератором капіталістичної економіки. Саме прибуток спонукає підприємця здійснювати виробництво, впроваджувати нову техніку і технологію, економити матеріальні і трудові ресурси тощо. Крім того, для отримання максимальних прибутків використовуються і неекономічні методи, зокрема штучне підвищення цін через монополізацію ринку, демпінг тощо. Щоб уникнути негативних наслідків гонитви за максимальними прибутками, необхідно сприймати їх передусім як джерело розвитку суспільного виробництва, в тому числі. матеріальні стимули цього розвитку, а не лише як засіб самозбагачення.